# O-fosfo-L-serin—tRNK ligaza
O-fosfo-L-serin—tRNK ligaza (EC 6.1.1.27, O-fosfoseril-tRNK ligaza, nekanonička O-fosfoseril-tRNK sintetaza, SepRS) je enzim sa sistematskim imenom O-fosfo-L-serin:tRNKCis ligaza(formira AMP). Ovaj enzim katalizuje sledeću hemijsku reakciju
ATP + O-fosfo-L-serin + tRNKCys {\displaystyle \rightleftharpoons } AMP + difosfat + O-fosfo-L-seril-tRNKCys
U organizmima poput Archaeoglobus fulgidus Cys-tRNKCys se formira indirektnim putem.

## Literatura
- Nicholas C. Price; Lewis Stevens (1999). Fundamentals of Enzymology: The Cell and Molecular Biology of Catalytic Proteins (Third изд.). USA: Oxford University Press. ISBN 019850229X.
- Eric J. Toone (2006). Advances in Enzymology and Related Areas of Molecular Biology, Protein Evolution (Volume 75 изд.). Wiley-Interscience. ISBN 0471205036.
- Branden C; Tooze J. Introduction to Protein Structure. New York, NY: Garland Publishing. ISBN 0-8153-2305-0.
- Irwin H. Segel. Enzyme Kinetics: Behavior and Analysis of Rapid Equilibrium and Steady-State Enzyme Systems (Book 44 изд.). Wiley Classics Library. ISBN 0471303097.

## Spoljašnje veze
- O-phospho-L-serine---tRNA+ligase на 